# 梶原和隆
梶原 和隆（かじはら かずたか、1979年7月29日 - ）は、佐賀県伊万里市出身の元プロ野球選手（投手）。

## 来歴・人物
伊万里商業高では3年夏の県大会決勝で敗れ、愛知工業大学に進学し愛知大学野球連盟に加盟している硬式野球部に入部する。大学時代には2年秋に明治神宮野球大会に出場するも、以降はリーグ分裂騒動によりチームが下部リーグでの試合を余儀なくされるなかで最速144km/hの速球を武器にリーグ1部・4部・臨時部の公式戦で通算20勝7敗を記録した。また、3年生の時には、大学日本代表の候補選手として阪神タイガースの春季キャンプに参加した。カーブ、スライダーを武器とした。
2001年、プロ野球ドラフト会議で、阪神から8巡目で指名。契約金2,800万円、年俸600万円（金額は推定）で入団した。背番号は64。
2002年には、早々に故障。その影響で、ウエスタン・リーグ公式戦への登板は1試合にとどまった。
2003年には、ウエスタン・リーグ公式戦15試合に登板。1勝0敗、防御率7.79を記録した。しかし、一軍公式戦への登板機会がないまま、シーズン終了後に球団から戦力外通告を受けた。12球団合同トライアウトや大阪近鉄バファローズの入団テストに参加したが、プロ野球での現役続行に至らなかった。
2004年から、社会人野球のクラブチームの阪神ベースボールクラブでプレー。2006年に、コーチ兼選手としてエイデン愛工大OB BLITZに移籍した。2011年限りで現役を引退すると、2012年から2015年まで監督を務めた。その間には、派遣会社への勤務や、生命保険会社での営業職を経験している。

## 詳細情報

### 年度別投手成績
- 一軍公式戦出場なし

### 背番号
- 64 （2002年 - 2003年）